# International Thylacine Specimen Database
O International Thylacine Specimen Database (ITSD) foi completado em abril de 2005. É a culminação de um projeto de pesquisa de quatro anos para catalogar e fotografar digitalmente todos os materiais restantes de espécimes do Tilacino (Thylacinus cynocephalus) (ou Lobo-da-tasmânia) que se encontram em museus, universidades, e coleções particulares.